# Aux Trois Couvents
Aux Trois Couvents, lieu de découvertes culturelles est un musée d'histoire situé à Château-Richer (Québec) sur l'avenue Royale. Il est situé sur le site archéologique des Couvents-de-Château-Richer, qui est classé par le ministère de la Culture et des Communications.
Aux Trois Couvents présente, à travers ses expositions permanentes, l'histoire régionale de la Côte-de-Beaupré, l'un des berceaux de l'Amérique française. On peut y découvrir les vestiges archéologiques des deux premiers couvents (1694 et 1830) visibles à travers des fosses au sol, la reconstitution d'une classe d'antan (1912) et des expositions temporaires qui mettent en lumière l'identité culturelle de la Côte-de-Beaupré. Cet organisme à but non lucratif présente des expositions et offre ses programmations culturelles et éducatives dans le vieux couvent de Château-Richer (1907) qui a été rénové à deux reprises et dont le site est classé patrimoine archéologique depuis 2015. Longtemps connu comme le centre d’interprétation de la Côte-de-Beaupré (CICB), l’organisme a changé de nom en 2016 pour devenir Aux Trois Couvents, un lieu de découvertes historiques et archéologiques.
Aux Trois Couvents est une institution muséale agréée par le ministère de la Culture et des Communications du Québec. Il est aussi reconnu et soutenu au fonctionnement par le gouvernement du Québec. L'organisme est aussi reconnu comme lieu de diffusion du patrimoine par la M.R.C de La Côte-de-Beaupré depuis 1996. Il fait également partie du regroupement de la route de la Nouvelle-France, une des plus vieilles routes du Québec.

## Mission
Aux Trois Couvents est un lieu de diffusion régional qui a pour mission de faire découvrir et apprécier les richesses historiques et archéologiques de la Côte-de-Beaupré. Lieu de rencontres et de partage, il se veut le témoin actif de l’histoire et le promoteur de la culture d’aujourd’hui.
L'organisme promeut notamment l’histoire et le patrimoine régional de la Côte-de-Beaupré par l’entremise d’expositions ainsi que d’activités éducatives et culturelles.

## Historique
Créé en 1984 à l’instigation de la MRC de la Côte-de-Beaupré, Aux Trois Couvents, autrefois appelé le Centre d'interprétation de la Côte-de-Beaupré, est un organisme à but non lucratif, reconnu et soutenu par le ministère de la Culture et des Communications. D’abord installé au deuxième étage du Moulin à eau du Petit-Pré de Château-Richer, l'organisme acquiert le vieux couvent de Château-Richer en 2000 et s’y installe après une restauration, quadruplant ainsi sa superficie d’accueil et d’exposition.
Aux Trois Couvents offre aux visiteurs l'occasion de découvrir les aspects géographique, historique, socio-économique, culturel et patrimonial de la région de la Côte-de-Beaupré depuis les débuts de la Nouvelle-France et jusqu'à nos jours.

## Expositions
Cette section est promotionnelle ou publicitaire (mars 2023). Considérez son contenu avec précaution et/ou discutez-en.
Aux Trois Couvents offre plusieurs expositions permanentes qui permettent de découvrir l'histoire de la Côte-de-Beaupré et du site historique et archéologique du Couvent de Château-Richer.
- Regards sur la côte des beaux prés trace un portrait thématique de la région, de sa découverte à nos jours. Grenier de la ville de Québec au XVIIe siècle, la Côte-de-Beaupré alimente ensuite le Séminaire de Québec et constitue un berceau de l’Amérique française. Cette exposition inaugurée en 2013 fait visiter la région des chutes Montmorency au cap Tourmente.
- Le Site archéologique des Vieux-Couvents d'hier à aujourd'hui retrace la construction des trois couvents à l’aide d’artefacts mis au jour lors des fouilles archéologiques et de fosses vitrées qui laissent voir les fondations d'origine, illustrant l’évolution de l’occupation des lieux. Le site archéologique des Couvents-de-Château-Richer est classé site patrimonial par le ministère de la Culture et des Communications depuis 2015.
- Sur les traces de l'archéologie rappelle les fouilles archéologiques menées depuis 1998 pour mettre au jour les vestiges des couvents antérieurs, retrouver les traces de leur occupation et replacer l'ensemble du site dans son contexte historique, tout en expliquant les méthodes des archéologues.
- Olivier Le Tardif présente un pionnier de la Nouvelle-France et de Château-Richer, homme de confiance de Champlain, capitaine de vaisseau, interprète et seigneur de la Côte-de-Beaupré.
- La Classe d'antan est une reconstitution d'une classe de la première moitié du XXe siècle où les visiteurs peuvent apprendre comment se déroulait l'enseignement scolaire à cette époque.

Aux Trois Couvents présente chaque année une programmation d’activités variées qui reflètent la richesse de l’histoire, du patrimoine et de la culture de la Côte-de-Beaupré. Ces activités permettent de découvrir des sujets variés liés autant à l’histoire locale ainsi que des œuvres d’artistes issus de la région  .

## Histoire des couvents de Château-Richer

### Premier couvent de Château-Richer
Avant la construction du premier couvent, il y avait, sur le site, un moulin à vent qui a été construit en 1655. Des fouilles archéologiques ont permis, en 1998, de retrouver les vestiges du moulin.
En 1694, Monseigneur François Montmorency de Laval, seigneur de la Côte-de-Beaupré, ayant à cœur l’éducation des jeunes filles, ordonne la construction du premier couvent de Château-Richer. Les religieuses de la Congrégation de Notre-Dame, dont la supérieure était Marguerite Bourgeoys, prennent en charge les cours dispensés. Trois religieuses, une mère supérieure et deux sœurs enseignantes, enseignent aux jeunes filles à lire, à écrire, à compter, l’histoire, la géographie, le catéchisme ainsi que la bienséance. L’instruction des jeunes garçons se donnait depuis 1674 à l’intérieur des murs du manoir seigneurial, toujours sous la recommandation de Monseigneur de Laval. En 1759, Québec et la Côte-de-Beaupré sont assiégées par l’armée britannique qui cherche à prendre possession de la Nouvelle-France. Le général James Wolfe commande à ses troupes la réquisition des ressources de la Côte-de-Beaupré et de brûler tout le reste, dont le couvent de Château-Richer.

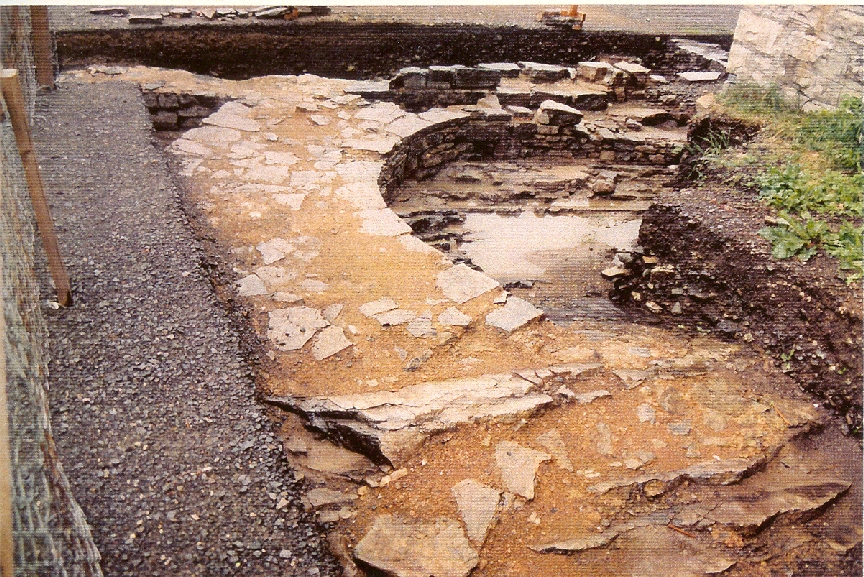
Moulin à vent, 1655
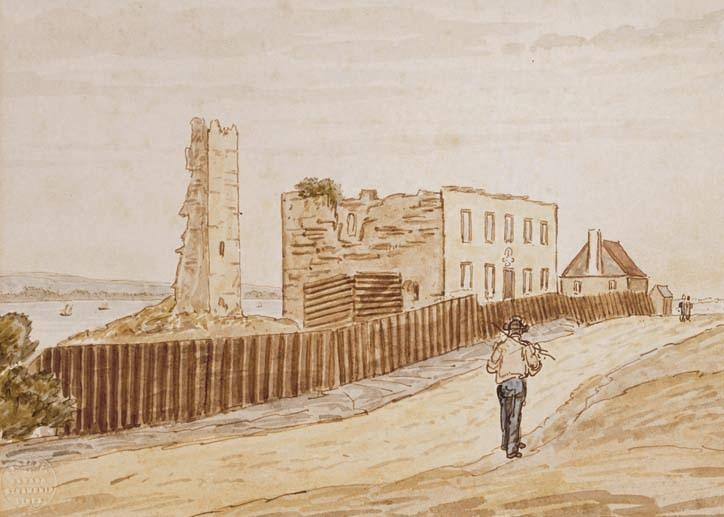
Dessin des ruines du premier couvent de Château-Richer, en 1829 avant la reconstruction

### Deuxième couvent de Château-Richer

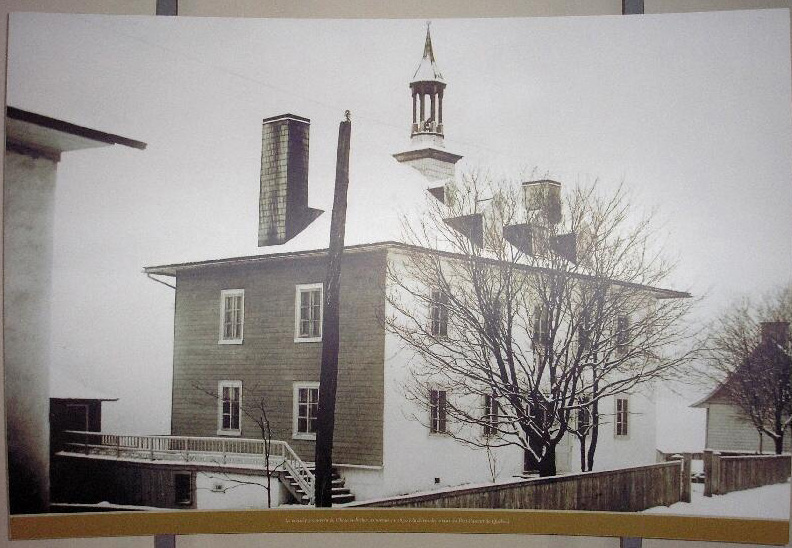
Deuxième couvent de Château-Richer, 1830

En 1829, on entreprend la construction du deuxième couvent de Château-Richer sur les mêmes fondations du premier couvent incendié. Dès 1830, se succéderont à l’instruction des jeunes filles une institution laïque (1830-1870), la Congrégation des Sœurs du Bon-Pasteur (1870-1890), une autre institution laïque (1890-1903) et finalement la Congrégation des Sœurs de Notre-Dame-du-Perpétuel-Secours. Malgré de nombreuses réparations effectuées, le bâtiment se détériore rapidement à cause des infiltrations d’eau et du mauvais drainage. Comme les maladies chez les couventines et les religieuses à cause de l’insalubrité deviennent de plus en plus fréquentes, on démolit le deuxième couvent de Château-Richer en 1906.

### Troisième couvent de Château-Richer

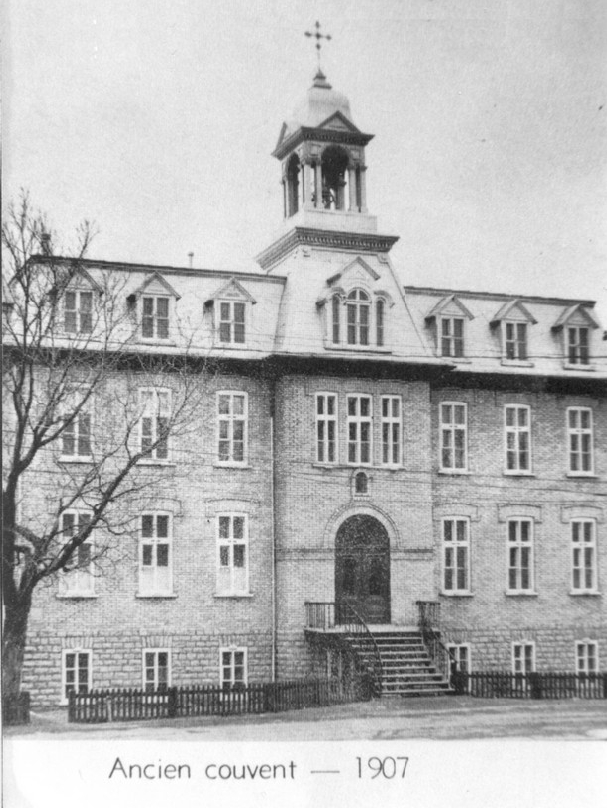
Troisième couvent de Château-Richer

Dès 1907, la construction du troisième couvent est amorcée, en vue d’accueillir les deux écoles du village, modèle et élémentaire. Il contient donc six classes, trois pour garçon, trois pour filles, une chapelle, un théâtre, une cuisine, un dortoir pour les pensionnaires et la résidence des Sœurs. Sa mission éducative perdure jusqu'en 1972. Le baby-boom d’après-guerre fait pratiquement doubler le nombre d’élèves et le couvent ne peut tous les accueillir, les lieux étant trop petits. L’établissement ferme ses portes à l’éducation, à la suite de la construction d’une nouvelle école primaire et d’une polyvalente, pour devenir un centre communautaire et, en 2002, accueille le Centre d’Interprétation de la Côte-de-Beaupré.